# Charles Lee (Basketballspieler)
Charles Lee (* 11. November 1984 in Washington, D.C.) ist ein ehemaliger US-amerikanischer Basketballspieler und heutiger -trainer. Seine letzten beiden Spielzeiten als Profi verbrachte er bis 2010 in der deutschen Basketball-Bundesliga. Nachdem er mit 26 Jahren seine Karriere als Profisportler bereits wieder beendet hatte, war er zunächst zwei Jahre Mitarbeiter einer Bank, bevor er als Assistenztrainer der Basketballmannschaft an die Bucknell University zurückkehrte, für die er während seines Studiums bereits als Spieler aktiv gewesen war. Seit 2024 ist Lee Cheftrainer der NBA-Mannschaft Charlotte Hornets.

## Werdegang
Lee spielte an der Bucknell University in der National Collegiate Athletic Association, wo er in der Patriot League der NCAA im Jahre 2006 auch zum Spieler des Jahres gekürt wurde und mit dem späteren deutschen Nationalspieler Christopher McNaughton zusammenspielte. Ungewöhnlicherweise hatte der Wirtschaftsstudent Lee als einer der wenigen Stammspieler einer Mannschaft aus der ersten NCAA-Division kein Vollzeit-Sportstipendium, so dass ihn Kommentatoren auch zu den besten basketballspielenden Nicht-Stipendiaten in der gesamten NCAA zählten. 2017 nahm ihn die Bucknell University in ihre Sportlerruhmeshalle auf.
Nachdem er nicht im NBA-Draftverfahren ausgewählt worden war, spielte Lee in der NBA Summer League bei den San Antonio Spurs, die ihn letztlich aber nicht für den Saisonkader verpflichteten.
Lee wechselte daher 2006 jenseits des Atlantiks und spielte in Israel für die Spielgemeinschaft aus Hapoel Gilboa und Afula. Nach einer Spielzeit wechselte er nach Belgien zum Royal Basket Club aus Pepinster, bevor er 2008 von der BG 74 Göttingen aus der deutschen Basketball-Bundesliga verpflichtet wurde. Bevor sein ehemaliger Mitspieler McNaughton ebenfalls nach Göttingen wechselte, unterschrieb Lee einen Vertrag beim Ligakonkurrenten Artland Dragons. Nach dem Ende dieses einjährigen Vertrages beendete Lee seine Laufbahn als Profisportler und wurde bei Merrill Lynch als Trainee angestellt, bevor er als Händler für die Bank arbeitete. Nach zwei Jahren beendete er diese Arbeit und wurde an seiner ehemaligen Hochschule Assistenztrainer der Herren-Basketballmannschaft.
Zwischen 2014 und 2018 war Lee Assistenztrainer der NBA-Mannschaft Atlanta Hawks und wechselte in der Saison 2018/19 mit Cheftrainer Mike Budenholzer zu den Milwaukee Bucks. In der Saison 2023/24 war Lee bei den Boston Celtics als Assistenztrainer beschäftigt und trug in diesem Amt dazu bei, dass die Mannschaft mit 64 Siegen und 18 Niederlagen die beste Hauptrundenbilanz aller NBA-Mannschaften erreichte. Im Mai 2024 machten ihn die Charlotte Hornets zum Cheftrainer.